# ファーゴ (テレビドラマ)
『FARGO/ファーゴ』（ファーゴ、英: Fargo）は、2014年からFXチャンネルで放送されているアメリカ合衆国のサスペンスドラマ、ブラックコメディである。ノア・ホーリーがコーエン兄弟による1996年の映画『ファーゴ』に着想を得て創作し脚本を書いている。

## 概要
本シリーズは、シーズンごとに設定や時代や配役の異なるアンソロジー形式である。俳優によっては複数年に渡る出演契約をすることが難しいため、出演は1シーズンに限られている。
寒冷地である中西部のミネソタ州、ノースダコタ州、サウスダコタ州の州境付近、およびカンザス州とミズーリ州にまたがるカンザスシティが共通の舞台となる。ごく普通の市民、警察官、マフィアが主要なキャストとなり、連続殺人事件に巻き込まれていく。
1996年の映画『ファーゴ』に着想を得てはいるが、登場人物や設定は異なっている。ただし、シーズン1には映画で埋められた現金を掘り起こすシーンがある。シーズン1は映画の19年後の物語であるが、シーズン2は映画の8年前の物語であり、シーズン1とは数人の登場人物が共通している。シーズン3は映画の22年後の物語である。映画の37年前を舞台とするシーズン4はシーズン2と数人の登場人物が共通している。
2006年を舞台とするシーズン1は2014年4月15日から放送され、シーズン2は登場人物を一新して1979年を舞台とし、2015年10月12日から放送された。2010年を舞台とするシーズン3は2017年4月19日から放送された。1950年を舞台とするシーズン4はクリス・ロックを主演とし2020年4月19日放送開始予定であったが、新型コロナウイルスの流行による製作遅れのため、2020年9月27日から放送された。2019年を舞台とするシーズン5は2023年11月21日より放送されている。
日本での初公開は、2014年にスター・チャンネルでシーズン1が、2016年1月からシーズン2が、2017年10月24日からシーズン3が放送され、2021年1月29日からスター・チャンネルEXでシーズン4が配信され、2023年11月22日よりAmazon Prime Videoでシーズン5が配信された。

## シーズン1

### シーズン1のあらすじ
2006年1月、殺し屋のローン・マルヴォ（ビリー・ボブ・ソーントン）はミネソタ州ベミジーで殺人仕事をした後、レスター・ナイガード（マーティン・フリーマン）と知り合い、彼の憎む相手を殺す。妻の尻に敷かれていたレスターは衝動的に妻を殺してしまい、マルヴォに死体の始末を頼むと、不審に思った警察署長をもマルヴォが殺してしまう。警察副署長のモリー・ソルヴァーソン（アリソン・トルマン）とミネソタ州ダルース警察の警官ガス・グリムリー（コリン・ハンクス）は協力して事件を捜査しマルヴォとレスターを疑うと、レスターは弟に濡れ衣を着せて捜査を逃れる。ギャングがマルヴォに殺し屋を送り込むが、マルヴォは逆にノースダコタ州ファーゴでギャングの本拠を襲い壊滅させる。1年後にレスターは変装したマルヴォに再会して殺人を目撃する。マルヴォはレスターを消そうとベミジーに再来するが、モリーと結婚していたガスに射殺される。マルヴォの所持品からレスターの殺人が暴かれ、レスターは逃走するも湖に落ちて死ぬ。

### シーズン1のキャスト

#### シーズン1の主要キャスト
| 役名                   | 俳優                     | 日本語吹替 | 役柄                             |
| ---------------------- | ------------------------ | ---------- | -------------------------------- |
| ローン・マルヴォ       | ビリー・ボブ・ソーントン | 山路和弘   | 殺し屋                           |
| モリー・ソルヴァーソン | アリソン・トルマン       | 高橋里枝   | ミネソタ州ベミジー警察署の副署長 |
| ガス・グリムリー       | コリン・ハンクス         | 白石充     | ミネソタ州ダルース警察の警官     |
| レスター・ナイガード   | マーティン・フリーマン   | 森川智之   | 保険のセールスマン               |

#### シーズン1のその他のキャスト
| 役名                 | 俳優                         | 日本語吹替 | 役柄                                             |
| -------------------- | ---------------------------- | ---------- | ------------------------------------------------ |
| ビル・オズワルト     | ボブ・オデンカーク           | 山岸治雄   | ミネソタ州ベミジー警察署の新署長                 |
| ナンバーズ           | アダム・ゴールドバーグ       | 丸山壮史   | マルヴォを追う男                                 |
| レンチ               | ラッセル・ハーバード         | 後藤光祐   | マルヴォを追う聾唖の男                           |
| スタヴロス・マイロス | オリヴァー・プラット         | 天田益男   | ミネソタのスーパーマーケット王                   |
| ドン・チャム         | グレン・ハワートン           |            | スタヴロスの妻ヘレナのスポーツインストラクター   |
| ビル・ペッパー       | ジョーダン・ピール           | 山田浩貴   | FBI捜査官                                        |
| ビル・バッジ         | キーガン＝マイケル・キー     | 福田賢二   | FBI捜査官                                        |
| グレタ・グリムリー   | ジョーイ・キング             | 下山田綾華 | ガスの娘                                         |
| ルー・ソルヴァーソン | キース・キャラダイン         | 仲野裕     | モリーの父でダイナーの経営者                     |
| サム・ヘス           | ケヴィン・オグレイディ       | 木村雅史   | 高校時代レスターをいじめていた男・運送会社経営者 |
| ジーナ・ヘス         | ケイト・ウォルシュ           | 井上喜久子 | サムの妻                                         |
| ミッキー・ヘス       | アッティカス・ミッチェル     | 松島昭浩   | サムの長男                                       |
| モー・ヘス           | リアム・グリーン             | 宮本誉之   | サムの次男                                       |
| アイダ・サーマン     | ジュリー・アン・エメリー     | 桜木可奈子 | ヴァーン署長の妻                                 |
| ボー・ムンク         | トム・マスグレイヴ           | 烏丸祐一   | レスターの勤める保険代理店の店長                 |
| キティー・ナイガード | レイチェル・ブランチャード   |            | レスターの義妹                                   |
| チャズ・ナイガード   | ジョシュア・クローズ         |            | レスターの弟                                     |
| ゴード               | スペンサー・ドレヴァー       |            | チャズの息子                                     |
| パール               | ケリー・ホールデン・バシャー |            | レスターの妻                                     |
| リンダ・パーク       | スーザン・パーク             | もりなつこ | レスターの同僚                                   |
| クヌードセン         | ゲイリー・ヴァレンタイン     |            | ベミジー警察副署長                               |
| バート・カントン     | スティーヴン・ルート         | 石住昭彦   | マルヴォ（マイクと名乗る）の同僚                 |
| ベン・シュミット     | ピーター・ブライトマイヤー   | 浦山迅     | ダルース警察のガスの上司                         |

### シーズン1のエピソード
| 通算 話数 | シーズン 話数 | タイトル                                            | 監督                   | 脚本           | 放送日        | 合衆国視聴者数 (百万人) |
| --- | ------------- | --------------------------------------------------- | ---------------------- | -------------- | ------------- | ----------------------- |
| 1 | 1             | "人喰いワニのジレンマ" "The Crocodile's Dilemma"    | アダム・バーンスタイン | ノア・ホーリー | 2014年4月15日 | 2.65                    |
| ローン・マルヴォはミネソタ州ベミジー近郊の冬のハイウェイで事故を起こす。裸の男が壊れたトランクから飛び出し、林に逃げ込む。町では、レスター・ナイガードが高校時代にいじめられたサム・ヘスに出会い、脅されて鼻の骨を折ってしまう。病院で、レスターは軽傷を負ったマルヴォに出会い、ヘスの事を話す。マルヴォは気軽にヘスを殺してやろうかと持ちかけ、レスターは承諾も拒否もしない。マルヴォはヘスを殺し、拒否はされなかったとレスターに言う。一方、ベミジー警察署長のヴァーン・サーマンと副署長のモリー・ソルヴァーソンは交通事故を調査して凍死した裸の男を見つける。二人はさらにヘスの殺人事件を捜査し、レスターとマルヴォがヘスの話をしていたことを知る。レスターが衝動的に妻のパールを殺した直後、サーマンが尋問のためレスターの家を訪れる。サーマンはパールの死体を発見し無線連絡するが、レスターに呼ばれたマルヴォが現れてサーマンを殺す。マルヴォは姿を消し、レスターは自分で頭を壁にぶつけて気絶し、両方の殺人を侵入者の仕業に見せかける。後に、ミネソタ州ダルース警察の警察官ガス・グリムリーは、速度違反をしたマルヴォの車を停める。マルヴォは命を賭けて違反を摘発するか、危険を冒さずマルヴォを見逃すか、ガスに選択を迫る。ガスが困惑する中、マルヴォは車を出し、ガスは一件を報告しないことにする。題名は『ワニのパラドックス』に由来する。 |               |                                                     |                        |                |               |                         |
| 2 | 2             | "おんどり王子" "The Rooster Prince"                 | アダム・バーンスタイン | ノア・ホーリー | 2014年4月22日 | 2.04                    |
| ヘスを殺した犯人を捜しにナンバーズとレンチがベミジーに来る。ヘスの弁護士のマックス・ゴールドは二人にマルヴォの見かけを教えてストリップ・クラブに向かわせる。二人は間違って別の男を誘拐し、アイス・フィッシングの穴に捨てる。ビル・オズワルドは署長に昇進し、事件の容疑者を巡って副署長のモリーと衝突する。モリーは、レスターが交通事故を起こしたドライバーと、サム・ヘス、パール、サーマンの殺人に関わっていると疑う。だがオズワルトは流れ者による犯罪だと考える。ダルースでは、"ミネソタ州のスーパーマーケット王"スタヴロス・マイロスがマルヴォを雇って、自分を脅迫している人物を探させる。ダルース警察のガスはベミジーでの殺人を知り、先日停止させた車に関係があるかもしれないと思う。題名はユダヤのたとえ話に由来する。 |               |                                                     |                        |                |               |                         |
| 3 | 3             | "泥の道" "A Muddy Road"                             | Randall Einhorn        | ノア・ホーリー | 2014年4月29日 | 1.87                    |
| モリーは、交通事故現場近くの森で凍死した男が、おそらくはギャンブルの借金のため、セントポールの職場から連れ出されていたことを知る。連れ出した男の顔が、防犯カメラに写されている。レスターが保険金の件でサム・ヘスの未亡人のジーナを訪れると、ナンバーズとレンチが家の外から見張っている。後に二人はレスターのオフィスを訪ね、情報を求めて脅すが、モリーがやって来たため立ち去る。モリーはレスターに防犯カメラの写真を見せた反応で、レスターが男の知り合いだと確信する。一方、マルヴォはマイロス夫人のスポーツインストラクターのチャムを、マイロスを脅迫していることを知っていると伝えて脅す。マルヴォは自らマイロスを脅迫し始め、宗教心に訴え、犬を殺し、薬をすり替え、シャワーから豚の血を流す。ガスは、マルヴォの運転していた車がレスターのものだったと知り、見逃したことを上司に告白し、ベミジーを訪れてモリーと話す。題名は禅の公案に由来する。 |               |                                                     |                        |                |               |                         |
| 4 | 4             | "知らぬ存ぜぬ" "Eating the Blame"                   | Randall Einhorn        | ノア・ホーリー | 2014年5月6日  | 1.70                    |
| 1987年、マイロス一家は冬の無人のハイウェイでガス欠を起こす。莫大な借金に苦しむスタヴロス・マイロスは神に助けを求める。車外に出ると、マイロスは札束の詰まったブリーフケース(映画ファーゴ参照)を雪の中に見つける。19年後、水道屋に変装したチャムが、マイロスのシャワーを調べて故障はないと言うが、"血に変わる水"は聖書にあるエジプトの"十の災い"のようだと言う。マイロスの家の付近の路上で、ガスはマルヴォを見つけて逮捕する。ガスはモリーに連絡し、モリーはダルースに行こうとするがオズワルト署長が却下して自ら赴く。マルヴォは、ボーデッテのルーテル教会の牧師フランク・ピーターソンであると身分を偽り、ベミジーでの殺人事件に対しては十分なアリバイもある。モリーはマルヴォの名前を調べてガスに連絡するが、マルヴォは釈放される。ガスは"マルヴォ"と実名を使って呼びかけ、本当の名前を知っていることを思い知らせる。マルヴォとチャムは"十の災い"をまねてマイロスのスーパーマーケットに何百匹ものコオロギを放ち、マイロスを脅えさせる。一方、ナンバーズとレンチはレスターを誘拐するが逃げられる。警察に保護してもらうためにレスターは警官を殴るが、ナンバーズとレンチもわざとバーで暴れて逮捕され、三人は同じ拘置牢に入る。題名は禅の公案に由来する。 |               |                                                     |                        |                |               |                         |
| 5 | 5             | "愚か者の群れ" "The Six Ungraspables"               | Colin Bucksey          | ノア・ホーリー | 2014年5月13日 | 1.60                    |
| 牢の中で、ナンバーズとレンチは無理やりレスターからマルヴォの名前を聞き出す。二人は釈放されるが、レスターは手の怪我が化膿して入院させられる。サーマン署長が撃たれた時、散弾の一つがレスターの手に命中していたためである。サーマンが撃たれた時に同じ部屋にいた証拠となるため、レスターは手の傷を隠していた。この新しい証拠によって、モリーは最近の複数の事件に関連性があることをオズワルト署長に納得させる。マイロスが脅迫に応じて金を払いそうになったため、マルヴォはチャムが計画を台無しにしないようにチャムを朝まで台所の物置に閉じ込める。マルヴォがマイロスを家に送り届けた後、ガスが周辺に居るのに気付き、家までつける。ガスの隣人に不審がられるが、彼を脅して立ち去る。題名は禅の公案に由来する。 |               |                                                     |                        |                |               |                         |
| 6 | 6             | "ビュリダンのロバ" "Buridan's Ass"                  | Colin Bucksey          | ノア・ホーリー | 2014年5月20日 | 1.80                    |
| マルヴォはチャムに、支払いの準備が出来たマイロスへ電話をかけさせる。その後マルヴォはチャムを気絶させ、運動ベンチに縛り付けて自宅の玄関に置く。弾を込めていないショットガンをテープで手に縛り付け、近所に向けて無差別に発砲する。マルヴォが去った後、警察が家に突入してチャムを射殺する。モリーとガスが連続事件について話していると、銃撃が報告される。ナンバーズとレンチがマルヴォを罠にかけて交通事故を起こさせた現場に二人は着く。吹雪で視界の悪い中、マルヴォはナンバーズを待ち伏せ、雇い主を聞き出そうとし、「ファーゴ」とだけ聞いた後で殺す。モリーとガスはホワイトアウトの中で離ればなれとなり、ガスが誤ってモリーを撃ってしまう。マイロスは、19年前に大金の入ったブリーフケースを見つけた場所に戻り、脅迫者に要求された金を雪に埋める。マイロスはこれで神が許してくれたものだと信じるが、帰り道で息子とボディガードが交通事故で死んでいるのを見つける。ベミジーでは、レスターが病院を抜け出し、凶器や証拠品を弟の武器庫に隠す。そして拳銃を甥のゴードのバックパックに隠し、気づかれないまま病院に戻る。題名はパラドックス『ビュリダンのロバ』に由来する。 |               |                                                     |                        |                |               |                         |
| 7 | 7             | "理髪師の髭を剃るのは誰？" "Who Shaves the Barber?" | Scott Winant           | ノア・ホーリー | 2014年5月27日 | 1.52                    |
| 誤ってモリーを撃ってしまったガスは意気消沈する。レスターがゴードのバックパックに入れた拳銃が学校で発見され、警察はチャズの家を捜索する。レスターがチャズの家の武器庫に隠した証拠が発見され、チャズは逮捕される。レスターは、不倫関係にあったチャズが痴情のもつれでパールを殺したという話をでっち上げる。チャズがサーマンを撃った時に手を怪我し、弟の仕返しを恐れて黙っていたと言う。病院で、モリーは負傷したレンチを尋問し、ナンバーズが死んだことを伝える。耳の聞こえないレンチは協力を拒否する。一方、ノースダコタ州ファーゴでは、マルヴォがナンバーズとレンチを送りこんで自分を殺そうとしたギャングのアジトに乗り込み、FBI捜査官の監視下で銃撃戦となり、22人を殺す。保険料不払いのためヘスの死亡保険金が支払われないことを隠し、レスターはヘスの未亡人に近づき便宜をちらつかせて誘惑する。ベミジーに戻ったモリーは、レスターでなくチャズが殺人容疑で逮捕されたことを知ってうろたえる。題名は『床屋のパラドックス』に由来する。 |               |                                                     |                        |                |               |                         |
| 8 | 8             | "砂山のパラドックス" "The Heap"                     | Scott Winant           | ノア・ホーリー | 2014年6月3日  | 1.86                    |
| レスターは弟チャズの妻キティーを慰めるが、キティーは夫の有罪を疑わない。レスターはパールの物を捨てて新しい人生を始める。ジーナ・ヘスが息子達を連れてレスターの事務所にやって来て、夫の死亡保険金が支払われないことを怒り、自分を騙して寝たとなじる。レスターは断固として対処し、同僚のリンダ・パークを感心させる。一方、モリーは職場に復帰し、レスターの捜査を再開しようとするが退けられる。ダルースの病院ではマルヴォが見張りの警官を殺し、自分がナンバーズを殺したとレンチに言う。手錠のカギをレンチに渡し、自分を恨むなら回復した後で会いに来いと言う。ファーゴでは、マルヴォの銃撃戦に居合わせた二人のFBI捜査官ペッパーとバッジが書類整理係に左遷される。一年後、郵便局員となったガスは妊娠したモリーと結婚している。ラスベガスでは、リンダと結婚したレスターが、年間最優秀販売員賞を受賞する。ホテルのバーで、レスターは髪と髭が白くなったマルヴォを見かける。題名は『砂山のパラドックス』に由来する。 |               |                                                     |                        |                |               |                         |
| 9 | 9             | "狐と兎とキャベツ" "A Fox, a Rabbit, and a Cabbage" | Matt Shakman           | ノア・ホーリー | 2014年6月10日 | 1.90                    |
| レスターはホテルのバーで偶然マルヴォを見つけ、一行がエレベーターに入ったところに押しかけ、自分のことを知っているはずだと問い詰める。だがマルヴォは同僚カントンとその妻、そして自分の婚約者をいきなり射殺する。証人保護プログラムで隠れ住むカントンの弟を殺すため、長いことカンサスシティで歯科医を装っていたと言う。レスターはマルヴォを殴りつけてホテルの部屋に戻り、リンダを起こしてすぐに帰ろうと言いホテルを出る。ラスベガスの警察が防犯カメラの映像をチェックし、レスターが事件を目撃しているかもしれないとベミジー警察に問い合わせる。モリーがレスターを家に訪ねて聴取するが、レスターは何も見ていないと言う。FBI捜査官のバッジとペッパーは銃撃事件の手掛かりを追ってベミジーに来てモリーに会い、彼女の集めた証拠に感心する。郵便配達中、ガスはマルヴォが赤いBMWを運転しているところを見かける。ベミジーで、マルヴォはモリーの父親のルー・ソルヴァーソンの食堂に立ちよってレスターの家を聞き出そうとするが、ルーは訝って教えない。レスターはマルヴォから逃げるため、リンダと共にアカプルコに行く旅の用意を整える。二人はレスターの代理店に寄ってパスポートと現金を持ち出そうとするが、マルヴォが待ち伏せしているかもしれないと考えたレスターは自分のコートをリンダに着せ、彼女を一人でオフィスに行かせる。案の定、オフィスで待ち伏せしていたマルヴォにリンダが射殺されてしまう。 題名はパズルに由来する。                                                             |               |                                                     |                        |                |               |                         |
| 10 | 10            | "モートンの熊手" "Morton's Fork"                    | Matt Shakman           | ノア・ホーリー | 2014年6月17日 | 1.98                    |
| リンダが殺された直後、レスターはルーの食堂に行って二人分の食事を注文し、リンダを待つふりをする。密かに外に出て公衆電話から声色を使って警察に銃声を聞いたと通報する。リンダの死体が見つかり、レスターは署で聴取されるが解放される。一方、ルーはマルヴォがベミジーに戻っているかもしれないとガスに言う。ガスはマルヴォが小屋から赤いBMWで出かけるのを見る。マルヴォは中古車店に行って、セールスマンに覆面パトカーのような車を試乗したいと言う。オズワルトはモリーに、自分は辞職して署長の職を譲りたいと言う。ペッパーとバッジはレスターを家まで送るが、マルヴォが尾行していることに気づかない。車が近寄ってきたため二人は歩み寄るが、中古車のセールスマンが手をテープでハンドルに縛り付けられており、後ろから歩み寄ったマルヴォに2人は射殺される。マルヴォはレスターの家に侵入するが、仕掛けられた熊罠に足を踏み入れて大けがをする。マルヴォは隠れ家の小屋に戻って手当てをするが、待ち構えていたガスに射殺される。ガスがモリーにマルヴォの録音テープの入ったブリーフケースを見せ、モリーは中にあったレスターがパールを殺した直後の電話の録音テープを再生する。2週間後、警察はレスターを氷結した湖に、スノーモービルで追い詰め、氷が割れてレスターは湖に落ちる。モリーは水中を捜索した警察のダイバーからレスターの遺体は発見されていないと電話を受ける。ガスは警察から表彰されると電話があったことを話す。モリーは署長になると話す。題名はジレンマ『誤った二分法』に由来する。 |               |                                                     |                        |                |               |                         |

## シーズン2

### シーズン2のあらすじ
1979年のノースダコタ州ファーゴ、サウスダコタ州スーフォールズ、ミネソタ州ルヴァーンを舞台とする。ファーゴのギャング"ゲアハルト一家"の息子ライが判事を殺害し、その直後に美容師のペギー（キルスティン・ダンスト）の車に轢かれてしまう。ペギーと夫で肉屋店員のエド（ジェシー・プレモンス）は、轢いたライを殺し、死体を処理する成り行きとなる。ベトナム戦争帰還兵でモリーの父親の警察官ルー・ソルヴァーソン（パトリック・ウィルソン）が義父で保安官のハンク（テッド・ダンソン）と共に判事殺害事件を捜査する。カンザス・シティのギャングがゲアハルト家の縄張りを傘下に収めようとして抗争に発展する。エドとペギーは弟を探しに来たライの兄ドッドに襲われるも逆に捕え、サウスダコタ州に連れて逃げる。ゲアハルト家の手下のハンジーはカンザス・シティ側に寝返り、二人を追いドッドを殺す。現地の警察はルーとハンクの助けでエドとペギーを逮捕し、二人を使ってカンザス・シティのギャングを一網打尽にしようとする。ハンジーに操られたゲアハルト家はドッドを救出しようとして、待ち伏せするサウスダコタ州警察を襲撃し、壮絶な銃撃戦となり双方のほとんどが死ぬ。エドもハンジーに殺され、ペギーはルーに逮捕される。

### シーズン2のキャスト

#### シーズン2の主要キャスト
| 役名                   | 俳優                   | 日本語吹替 | 役柄                                             |
| ---------------------- | ---------------------- | ---------- | ------------------------------------------------ |
| ルー・ソルヴァーソン   | パトリック・ウィルソン | 小原雅人   | ミネソタ州警察官、ルヴァーン在住、モリーの父     |
| ハンク・ラーソン       | テッド・ダンソン       | 小島敏彦   | ミネソタ州ルヴァーンの保安官でルーの義父         |
| フロイド・ゲアハルト   | ジーン・スマート       | 一柳みる   | ノースダコタ州ファーゴのギャングの長オットーの妻 |
| ペギー・ブロムクイスト | キルスティン・ダンスト | 石塚理恵   | エドの妻でルヴァーンの美容師                     |
| エド・ブロムクイスト   | ジェシー・プレモンス   | 丸山壮史   | ペギーの夫でルヴァーンの肉屋の店員               |

#### シーズン2のその他のキャスト
| 役名                     | 俳優                     | 日本語吹替 | 役柄                                                                |
| ------------------------ | ------------------------ | ---------- | ------------------------------------------------------------------- |
| オットー・ゲアハルト     | マイケル・ホーガン       |            | ノースダコタ州ファーゴのギャング"ゲアハルト一家"の家長              |
| ドッド・ゲアハルト       | ジェフリー・ドノヴァン   | 桐本拓哉   | オットーとフロイドの長男                                            |
| ベア・ゲアハルト         | アンガス・サンプソン     | 駒谷昌男   | オットーとフロイドの次男                                            |
| ライ・ゲアハルト         | キーラン・カルキン       | 庄司将之   | オットーとフロイドの三男                                            |
| シモーヌ・ゲアハルト     | レイチェル・ケラー       |            | ドッドの娘                                                          |
| チャーリー・ゲアハルト   | アラン・ドブレスク       |            | ベアの右手と右足が不自由な息子                                      |
| ベッツィ・ソルヴァーソン | クリスティン・ミリオティ | 岸本百恵   | ハンクの娘、ルーの妻で癌患者                                        |
| ムント判事               | アン・キューザック       | 佐藤しのぶ | ライ・ゲアハルトに射殺される女性判事                                |
| カール・ウェザーズ       | ニック・オファーマン     | 山岸治雄   | ルヴァーンの酒好きの弁護士                                          |
| ジョー・ブーロ           | ブラッド・ギャレット     | 玉野井直樹 | カンザス・シティーのギャングの幹部                                  |
| マイク・ミリガン         | ボキーム・ウッドバイン   | 志村知幸   | ジョー・ブーロの手下                                                |
| ハンジー・デント         | ザーン・マクラーノン     | 菊池康弘   | ゲアハルト一家の手下でアメリカ先住民                                |
| ベン・シュミット         | キール・オドネル         | 根本泰彦   | ノースダコタ州ファーゴの警官。シーズン1ではミネソタ州ダルースの警官 |
| コンスタンス             | エリザベス・マーヴェル   |            | ペギーの働くルヴァーンの美容院店主                                  |
| ロナルド・レーガン       | ブルース・キャンベル     | 相沢まさき | 大統領候補で元俳優                                                  |
| ヘイミッシュ・ブローカー | アダム・アーキン         |            | カンザス・シティーのギャングの幹部                                  |

### シーズン2のエピソード
| 通算 話数 | シーズン 話数 | タイトル                                                | 監督                                              | 脚本                                                     | 放送日         | 合衆国視聴者数 (百万人) |
| --- | ------------- | ------------------------------------------------------- | ------------------------------------------------- | -------------------------------------------------------- | -------------- | ----------------------- |
| 11 | 1             | "レーガンを待ちながら" "Waiting for Dutch"              | マイケル・アッペンダール ランドール・エインホーン | ノア・ホーリー                                           | 2015年10月12日 | 1.59                    |
| 1979年、ゲアハルト一家はノースダコタ州ファーゴで最も有力なギャングである。家長のオットーが脳卒中の発作を起こし、ドッド、ベア、ライの兄弟が後釜を狙う。末っ子のライは判事に仲間の口座凍結を解除させようとして争いとなり、判事とコックとウェイトレスをミネソタ州ルヴァーンのダイナー"ワッフル・ハット"で殺す羽目となる。UFOに気を取られたライは車にぶつけられ、フロントガラスに体が突き刺さる。運転していたペギー・ブロムクイストはライが死んだと思い込み、車をそのまま車庫に入れる。帰宅した肉屋の店員で夫のエドはライに襲われたため逆襲して刺し殺す。ペギーはエドを説得して事件を隠し、二人はライの死体を冷凍庫に隠す。ミネソタ州警察官のルー・ソルヴァーソンはワッフル・ハットでの殺人事件を捜査し、犯人が外に自分の車を置き去りにして逃げたことに気付く。ルーの妻ベッツィは癌にかかり化学療法を始めたばかりである。一方、オットーの病気を知ったカンザス・シティーのギャングがファーゴに進出する計画を練る。原題はロナルド・レーガン大統領のニックネームが"Dutch"であったことに由来する。 |               |                                                         |                                                   |                                                          |                |                         |
| 12 | 2             | "掟の前で" "Before the Law"                             | ノア・ホーリー                                    | ノア・ホーリー                                           | 2015年10月19日 | 0.96                    |
| カンザス・シティーのギャングのジョー・ブーロがマイク・ミリガンとキッチン兄弟を連れてゲアハルト農場を訪れる。ブーロはゲアハルトのビジネスを買い取って経営を任せるとフロイドに申し出る。ドッドはボスとしてふるまう母親に反発するが、フロイドにいずれボスの座を譲るとなだめられ、ライを探すよう命じられる。マイクとキッチン兄弟もまたライを探す。ペギーは美容院に出勤し、エドはガレージを片づけてライの死体を肉屋に持っていく。家族を乗せて町に行く途中、ルーは殺人現場に立ち寄り、ベッツィが草むらでライの銃を見つける。夜遅く、ルーは閉店した肉屋に灯がついているのを見て立ち寄り、エドに会う。ルーはベーコンを求め、エドはライの体を挽肉機で処理しているのを必死に隠そうとする。題名はフランツ・カフカの短編小説『審判』の中のたとえ話に由来する。 |               |                                                         |                                                   |                                                          |                |                         |
| 13 | 3             | "シーシュポスの神話" "The Myth of Sisyphus"             | マイケル・アッペンダール                          | ボブ・デローレンティス                                   | 2015年10月26日 | 1.21                    |
| 殺人現場で見つかった銃からライの指紋が発見され、指名手配される。一方でドッドと子分のハンジーやマイク・ミリガンもそれぞれライを探す。保安官のハンクはライの手配写真を配りに美容院に行き、来店していたベッツィーがライは交通事故にあったのではないかと推測する。それを聞いたペギーはエドに再び車をぶつけさせてライを轢いた痕跡を隠そうとする。ルーはゲアハルト農場を訪ねてファミリーの敵意にさらされる。裁判所で妙な挙動を見せたスキップのタイプライター店を訪ねるとミリガンとキッチン兄弟に出くわす。ドッドの娘のシモーヌとハンジーがライのアパートにいるとスキップが訪ねて来たため、彼をドッドのところに連れていく。ハンジーとドッドはスキップを墓穴に入れてアスファルトで生き埋めにする。ドッドは何としてもライを探せとハンジーに命令する。題名はアルベール・カミュの随筆『シーシュポスの神話』に由来する。 |               |                                                         |                                                   |                                                          |                |                         |
| 14 | 4             | "畏れと慄き" "Fear and Trembling"                       | マイケル・アッペンダール                          | スティーブ・ブラックマン                                 | 2015年11月2日  | 1.28                    |
| ドッドはチャーリーと共にドーナツ屋でブーロの手下を襲う。ベッツィは癌が進行し、医師から新薬の治験を提案される。ペギーはコンスタンスに誘われた自己啓発セミナーへの参加をエドに打ち明けるが、精肉店を買い取るのにお金がかかるから参加は待って欲しいと言われる。ハンジーはワッフル・ハットの現場に残された破片からペギーの車を突き止める。ルーもまたペギーの車がワッフル・ハットでの殺人に関わっていることを知る。抗争を回避したいフロイドはブーロとの会合で代替案を出すが、今朝のドッドの襲撃を盾に拒否される。シモーヌがマイクと寝てオットーの通院のことをもらしたため、マイクたちに襲撃されてオットーの護衛が皆殺しにされる。精肉店に出勤したエドは、雇い主に頭金として渡した小切手が不渡りだった、金曜までに金が用意できなければ他の人に権利を譲ると言われる。エドの家に侵入したハンジーは暖炉でライのベルトのバックルを見つける。ルーはエドとペギーを問いただし、ゲアハルト一家がライを探していると警告するが、ペギーはしらを切る。フロイドは全面的な抗争を決意する。題名はセーレン・キェルケゴールの著作『おそれとおののき』に由来する。 |               |                                                         |                                                   |                                                          |                |                         |
| 15 | 5             | "賢者の贈り物" "The Gift of the Magi"                   | ジェフリー・ライナー                              | マット・ウォルパート & ベン・ネディヴィ                  | 2015年11月9日  | 1.28                    |
| ルーは一時的にワッフル・ハットの事件から外され、共和党大統領候補ロナルド・レーガンの警備につく。ドッドとハンジーは、エドがカンサスシティのギャングに雇われた暗殺者であるとフロイドに嘘をつく。フロイドは復讐を承知し、ハンジーらはキッチン兄弟の1人とジョー・ブーロを殺し、ブーロの頭をマイク・ミリガンに届ける。マイクはシモーヌに家族をスパイさせる。ドッドは手下のヴァージルとベアの息子のチャーリーをルヴァーンに送ってエドを殺そうとする。ルヴァーンでは、ペギーはルーの警告を真剣に受け止め、カリフォルニアに逃げようとエドに言うが拒否される。ペギーは一人で逃げようとして変心し、肉屋を買い取るために車を売る。ヴァージルとチャーリーがエドを殺そうとして精肉店に現れるが返り討ちにあい、ヴァージルは死にチャーリーは負傷、肉屋は火事で燃え落ちる。エドが帰宅してペギーと一緒に街を離れようとすると、警察が到着する。題名はオー・ヘンリーの小説『賢者の贈り物』に由来する。 |               |                                                         |                                                   |                                                          |                |                         |
| 16 | 6             | "そして彼らは犀になった" "Rhinoceros"                   | ジェフリー・ライナー                              | ノア・ホーリー                                           | 2015年11月16日 | 1.15                    |
| エドとチャーリーは警察署に拘留される。フロイドは、チャーリーを救いエドを殺すためドッドとベアらをルヴァーンに送り出すが、シモーヌはマイクに密告しドッドを殺してくれと頼む。ハンクがペギーを自宅で聴取しているとゲアハルト兄弟がやって来てハンクを殴り倒すが、ペギーはドッドらを返り討ちにする。手薄となったゲアハルト家をマイクらが銃撃し、オットーが射殺される。エドに呼ばれた弁護士のカール・ウェザーズが酔って警察署に来ると、武装したベアと手下に署を囲まれる。カールはすぐに撤退しないとチャーリーが共犯にされ刑期が長引くとベアを説得して退去させる。署の外に出されたエドはペギーを案じ、ルーを置いて1人で自宅に向かう。そのあとをハンジーが追う。原題はウジェーヌ・イヨネスコの不条理劇『犀』に由来する。 |               |                                                         |                                                   |                                                          |                |                         |
| 17 | 7             | "親の因果は子に報う" "Did You Do This? No, You Did It!" | キース・ゴードン                                  | ノア・ホーリー & マット・ウォルパート & ベン・ネディヴィ | 2015年11月23日 | 1.24                    |
| 抗争が激化し、双方大勢の死人が出る。エドとペギーは逃亡し広域手配されている。オットーとライの葬儀の後、ルーとベンはフロイドを署に連行する。シモーヌはマイクをホテルの部屋に訪ねてオットーを殺したことを責めるが、自身も殺されそうになり、部屋を訪ねて来たルーとベンに助けられる。だがホテルの駐車場でベアと出くわし車で森に連れていかれ、マイクと通じた裏切り者だと言われ殺される。フロイドはハンクに尋問され、ゲアハルト一家の免罪と引き換えにカンザス・シティーのギャングの情報を漏らす。ベッツィは治験で偽薬を飲まされていると思い込み、自分が死んだ後、家族の面倒を見てほしいとカールに頼む。ベッツィは猫の世話をしにハンクの家に行き、彼の書斎で不思議なシンボルが書かれた大量の紙を見つける。ハンジーからゲアハルト家にエドを見つけたと電話が入る。処刑対象となったマイクはカンザス・シティから送られた殺し屋たちを皆殺しにし、ゲアハルトの仕業にする。マイクにエドから電話が入り、ドッドを捕えているが欲しいか？と言われる。原題はパブロ・ピカソが絵画『ゲルニカ』を巡ってナチス将校と交わした会話に由来する。 |               |                                                         |                                                   |                                                          |                |                         |
| 18 | 8             | "ロップロップ" "Loplop"                                 | キース・ゴードン                                  | ボブ・デローレンティス                                   | 2015年11月30日 | 1.32                    |
| エドとペギーは自宅で撃退したドッドを車のトランクに入れ、サウスダコタ州スーフォールズにある親戚の山小屋に向かう。ルーとハンクはエドの家でゲアハルトの手下の死体を見つける。エドはドッドの引き渡しをゲアハルトに電話で申し出るが、取り合ってもらえない。ハンジーは二人を追う途中で人種差別主義者を撃ち、警官を殺して手配される。そしてコンスタンスが泊っているホテルの部屋に押し入り、電話をかけてきたペギーから居場所を聞き出そうとする。エドは次にマイクに電話し、ゲアハルトの始末と引き換えにドッドを引き渡すと言う。ハンジーはエドが電話をかけた雑貨店に立ち寄り、店主にエドの居場所を訊ね近くに居ることを知る。だが、店を出たあと新聞で手配写真を見た店主に通報される。山小屋に戻ったエドは縛めから逃れたドッドに殺されそうになるが、ペギーがドッドを倒して救う。ハンジーはエドの山小屋を見つけるが、ドッドに出来損ないと罵倒され、彼を撃ち殺す。そしてペギーに散髪をしてくれと頼む。ペギーが髪を切ろうとした時、ルーとハンクが山小屋に来て銃撃戦となり、ペギーにハサミで肩を刺されたハンジーは裏口から逃げ出す。題名はマックス・エルンストの描いた怪鳥に由来する。 |               |                                                         |                                                   |                                                          |                |                         |
| 19 | 9             | "城" "The Castle"                                       | アダム・アーキン                                  | ノア・ホーリー & スティーブ・ブラックマン                | 2015年12月7日  | 1.31                    |
| ルーとハンクはエドとペギーを逮捕した後、管轄のサウスダコタ州警察を呼ぶ。エドが翌朝ドッドをマイクに引き渡す予定だったと言うと、チェイニー警部はエドとペギーを使ってカンザス・シティーのギャングを一網打尽にしようと計画する。ルーは反対して州から追い出されるがハンクは残る。減刑と引き換えにエドとペギーは承知し、サウスダコタ州警察はモーテルで待ち伏せする。ルーは雑貨店店主とコンスタンスが殺されたことを知り、スーフォールズに戻る。その頃、ベッツィは自宅で倒れていた。ハンジーは、マイクがモーテルでドッドを監禁していると、フロイドに嘘をつく。フロイドは自分で片を付ける、とモーテルに行くことを告げる。夜中にハンジーの手引きでゲルハルト一家がモーテルに奇襲をかけ、多くの警官が射殺される。エドとペギーはベンに助けられるが、彼を殴って逃走を謀る。ハンジーはフロイドを殺し、警官もゲルハルト一家も構わず撃ち始める。ルーがモーテルに着くとベアに殺されそうになるが、UFOが上空に現れてベアの注意がそれた隙をついて彼を撃つ。ハンジーはエドとペギーを殺そうとするが、逃げられてしまう。負傷したハンクはルーに3人を追えと言い、警察の応援が到着する。ホテルに現れたマイクはゲルハルト一家が全滅したことを知り、ゲルハルトの家に向かう。この惨劇はのちに"スーフォールズの虐殺"と呼ばれる。題名はフランツ・カフカの小説『城』に由来する。 |               |                                                         |                                                   |                                                          |                |                         |
| 20 | 10            | "振り出し" "Palindrome"                                 | アダム・アーキン                                  | ノア・ホーリー                                           | 2015年12月14日 | 1.82                    |
| 治験薬の副作用で倒れたベッツィは、ルーやモリーの未来の姿を夢に見る。逃げるエドとペギーをハンジーが追い、それをルーが追う。ハンジーは二人が止めた車の運転手を殺し、エドに傷を負わせる。エドとペギーはスーパーマーケットの冷蔵室に隠れる。そこでエドはペギーに君と僕は違いすぎる、と別れを告げる。その頃、マイクはゲアハルト家を訪れ、この家の新しい主は自分だと言い、金庫の中身を盗もうと戻ってきたゲアハルトの手下を射殺する。ペギーはその日の朝見た映画のようにハンジーがスーパーに放火した幻想にとらわれるが、実際はハンジーはおらず、ルーとベンに保護されミネソタ州に護送される。エドは冷蔵室で失血して死亡する。ハンジーは新しい身分を手に入れ、顔を整形しカンザス・シティーのギャングに復讐することを仄めかす。マイクはゲアハルト一家を全滅させた功績を買われ本部での勤務となり、小さなオフィスで書類仕事につくことになる。負傷したハンクが退院し、ベッツィはハンクに彼の書斎で見たシンボルのことを尋ねる。ハンクは世界共通の言葉を作っている、と答える。 |               |                                                         |                                                   |                                                          |                |                         |

## シーズン3

### シーズン3のあらすじ
2010年、ミネソタ州のセントクラウドおよびエデン・バレーを舞台とし、ユアン・マクレガーが二役で演じるエミットとレイのスタッシー兄弟を中心に描く。成功し富豪となったエミットとしがない保護司のレイは長年の反目を抱え、レイは旧知の泥棒モリース（スクート・マクネーリー）に兄の家からの窃盗を依頼する。だがモリースは誤って同姓の別人物の家に忍び込み、殺してしまう。犠牲者の義理の娘である警察署長グロリア（キャリー・クーン）が事件を捜査し、スタッシー姓の不自然な関連を疑う。モリースはレイを恐喝し、その婚約者のニッキー（メアリー・エリザベス・ウィンステッド）に殺される。エミットは会社をヴァーガ（デヴィッド・シューリス）率いる犯罪組織に乗っ取られる。レイはニッキーとのセックスビデオを撮って、エミットを恐喝しようとするが誤ってエミットに殺されてしまう。エミットにもみ消しを頼まれたヴァーガはニッキーに罪を着せた上で抹殺をはかり、生き延びたニッキーは復讐を誓う。ニッキーは犯罪組織の脱税の証拠を税務当局に送り、新たに得た仲間レンチとともに犯罪組織と戦ったのち、警察に射殺される。5年後、エミットはレンチに殺される。アメリカ合衆国国土安全保障省に勤めるようになったグロリアがヴァーガを尋問する。

### シーズン3のキャスト

#### シーズン3の主要キャスト
| 役名                 | 俳優                                 | 日本語吹替 | 役柄                         |
| -------------------- | ------------------------------------ | ---------- | ---------------------------- |
| エミット・スタッシー | ユアン・マクレガー                   | 三上哲     | 実業家、レイの兄             |
| レイ・スタッシー     | ユアン・マクレガー                   | 三上哲     | ミネソタ州の保護監察官       |
| グロリア・バーグル   | キャリー・クーン                     | 安藤麻吹   | エデン・バレー警察の前署長   |
| ニッキー・スワンゴ   | メアリー・エリザベス・ウィンステッド | 行成とあ   | レイの婚約者。仮釈放中。     |
| V・M・ヴァーガ       | デヴィッド・シューリス               | 田原アルノ | 貸金業者の代理人             |
| ユーリ・グルカ       | ゴラン・ボグダン                     | 山口りゅう | ヴァーガのウクライナ人の手下 |

#### シーズン3のその他のキャスト
| 役名                     | 俳優                         | 日本語吹替             | 役柄                                                |
| ------------------------ | ---------------------------- | ---------------------- | --------------------------------------------------- |
| サイ・フェルツ           | マイケル・スタールバーグ     | 山岸治雄               | エミットの右腕                                      |
| ステラ・スタッシー       | リンダ・キャッシュ           | 堀越真己               | エミットの妻                                        |
| グレース・スタッシー     | ケイトリン・メドレック       |                        | エミットの娘                                        |
| モリース・ルフェイ       | スクート・マクネイリー       | 烏丸祐一               | レイが担当する仮釈放中の男                          |
| ネイサン・バーグル       | Graham Verchere              | ニケライ・ファラナーゼ | グロリアの息子                                      |
| ウィニー・ロペス         | Olivia Sandoval              | 堀井千砂               | セントクラウドの女性警官                            |
| モー・ダミック           | シェー・ウィガム             | 東和良                 | グロリアの後任の警察署長。元軍人。                  |
| ドニー・マッシュマン     | マーク・フォワード           | かぬか光明             | グロリアの恋人。警官。                              |
| エニス・スタッシー       | スコット・ハイランズ         | 佐々木省三             | グロリアの義父                                      |
| サディアス・モブリー     | トーマス・マン               | 武藤正史               | SF作家のころのエニス                                |
| ミーモ                   | Andy Yu                      | 手塚ヒロミチ           | ヴァーガのアジア人の手下                            |
| ハワード・ジマーマン     | フレッド・メラメッド         | 玉野井直樹             | 映画プロデューサー                                  |
| ラルー・ダラード         | ヘイミッシュ・リンクレーター | 後藤ヒロキ             | IRSの役人                                           |
| ホルスト・ラガーフェルト | シルヴェスター・グロート     |                        | 東ベルリンの尋問官                                  |
| ルビー・ゴールドファーブ | メアリー・マクドネル         | 高島雅羅               | 富豪の未亡人                                        |
| ポール                   | レイ・ワイズ                 | 沢木郁也               | バーにいる男                                        |
| ゴーレム                 | DJクオールズ                 |                        | ヴァーガの手下                                      |
| レンチ                   | ラッセル・ハーバード         | 後藤光祐               | ニッキーと一緒に逃げる聾唖の男。シーズン1にも登場。 |

## シーズン4
スター・チャンネルEXでは『FARGO/ファーゴ : カンザスシティ』のタイトルで配信されている。

### シーズン4のあらすじ
1950年のミズーリ州カンザスシティを舞台とし、ギャング間の抗争を描く。
当地のギャング団の間には息子を交換することで抗争を避ける習慣があるが、それにもかかわらずユダヤ系ギャングとアイルランド系ギャングは壊滅している。イタリア系ギャングのファッダ家と黒人ギャング団のキャノン有限会社は息子のゼロとサッチェルを交換する。
連続殺人を趣味とする看護婦のオラエッタ（ジェシー・バックリー）が入院したファッダ家の家長ドナテロを密かに殺し指輪を盗む。オラエッタはジョストと関係を持つ。葬儀屋の聡明な娘エセリルダは向かいに住むオラエッタの連続殺人を知り、勤務先の病院長に密告する。オラエッタは病院長の毒殺を謀るも失敗し、エセリルダが密告したことを知る。オラエッタは逮捕される。
長男のジョスト（ジェイソン・シュワルツマン）がファッダ家を継ぐが、野心的な弟のガエターノ（サルバトーレ・エスポジト）は後継者の座を狙い、キャノン有限会社の家長ロイ（クリス・ロック）の長男レミュエルを襲わせる。エセリルダの伯母ゼルメアは恋人のスワニーとともに脱獄し、キャノン有限会社家の金を強奪する。ロイはすべてがファッダ家の仕業と信じてファッダ家の輸送する武器を奪う。
ジョストは手中にあるオーディス・ウェフ刑事（ジャック・ヒューストン）を使ってキャノン有限会社を捜索させ、ガエターノはキャノン有限会社の顧問を殺す。ゼルメアにもらった現金で、エセリルダの父サーマンはロイへの借金を返すが、気づいたロイが脅迫して葬儀屋を手中に入れる。ロイはオーディスを寝返らせ、ゼルメアとスワニーを雇ってガエターノを捕らえる。
ジョストはサッチェルを殺して、ロイにガエターノを殺させようとする。アイルランド系ギャングからのかつての人質で、サッチェルの面倒を見ていたラバイ・ミリガン（ベン・ウィショー）が妨害し二人で逃げるが、追手とともに竜巻で死に、サッチェルが残される。
ジョストはビジネスの一部を渡してでもロイにガエターノを殺させようとするが、ロイは策略に気づいてガエターノを解放して不和を煽る。だがガエターノは兄に復讐せず和解して忠誠を誓う。策略に失敗したロイはファーゴのマフィアに頼んでファッダ兄弟を襲わせ、兄弟の母親を殺す。ロイの情報で、オーディスが逃亡中のスワニーを殺すもゼルメアは逃げる。サッチェルを殺されたと信じるキャノン有限会社と母を殺されたファッダ家は全面抗争となる。ファッダ兄弟はオーディスを殺すが、銃の事故でガエターノも死ぬ。ジョストは荒れる。
エセリルダはドナテロの指輪をロイに渡し、葬儀屋を取り戻す。ロイは指輪を渡してファッダ家の顧問のヴィオランテと和平協定を結び、ヴィオランテは組織を破滅寸前に導いたとしてジョストとオラエッタを処刑し、組織を引き継ぐ。ロイはサッチェルを取り戻すが、スワニーの死の復讐としてゼルメアに殺される。成長したサッチェルはカンザスシティ・マフィアの一員マイク・ミリガンとなる。

### シーズン4のキャスト

#### シーズン4の主要キャスト
| 役名                         | 俳優                         | 日本語吹替     | 役柄                                                                                             |
| ---------------------------- | ---------------------------- | -------------- | ------------------------------------------------------------------------------------------------ |
| ロイ・キャノン               | クリス・ロック               | 高木渉         | 黒人ギャング団キャノン有限会社のリーダー                                                         |
| オラエッタ・メイフラワー     | ジェシー・バックリー         | まつだ志緒理   | ミネソタ出身の看護師                                                                             |
| ジョスト・ファッダ           | ジェイソン・シュワルツマン   | 草尾毅         | イタリア系サルディニア人のマフィア、ファッダ家の長男                                             |
| パトリック・”ラビ”・ミリガン | ベン・ウィショー             | 越後屋コースケ | ユダヤ系マフィアの家にトレードされたのち、ファッダ家にトレードされたアイルランド系マフィアの息子 |
| オーディス・ウェフ           | ジャック・ヒューストン       | 前田一世       | ジョスト・ファッダから賄賂を受け取り、ファッダ家に尽くす刑事                                     |
| ガエターノ・ファッダ         | サルヴァトーレ・エスポジト   | かぬか光明     | ジョストの弟                                                                                     |
| エセルリダ・スマトニー       | イマイリ・クラッチフィールド | 弘松芹香       | 葬儀屋を営む白人の父と黒人の母の間に生まれた娘                                                   |
| サーマン・スマトニー         | Andrew Bird                  | 山岸治雄       | エセルリダの白人の父                                                                             |
| ディブレル・スマトニー       | Anji White                   | 岡田恵         | エセルリダの黒人の母                                                                             |
| レオン・ビトル               | Jeremy Harris                | 菊池通武       | キャノン有限会社の一員                                                                           |
| レミュエル・キャノン         | Mathew Elam                  | 近松孝丞       | ロイの長男                                                                                       |
| オミー・スパークマン         | Corey Hendrix                | 拝真之介       | キャノン有限会社の一員                                                                           |
| オパール・ラックリー         | James Vincent Meredith       | 武田太一       | キャノン有限会社の一員                                                                           |
| エバル・ヴィオランテ         | Francesco Acquaroli          |                | ファッダ家の顧問                                                                                 |
| コンスタント・カラミータ     | Gaetano Bruno                |                | ファッダ家のヒットマン                                                                           |
| デヴィッド・ハーヴァード医師 | Stephen Spencer              |                | 聖テクラ病院の院長                                                                               |
| ゼルメア・ルーレット         | Karen Aldridge               |                | ディブレルの姉で強盗                                                                             |

#### シーズン4のその他のキャスト
| 役名                                 | 俳優                     | 日本語吹替             | 役柄 |
| ------------------------------------ | ------------------------ | ---------------------- | --- |
| ドクター・セネター                   | グリン・ターマン         | 手塚秀彰               | キャノン有限会社の顧問 |
| ディック・“デフィー”・ウィックウェア | ティモシー・オリファント | 志村知幸               | 脱獄囚を追い、ユタ州からカンザスシティまで来たモルモン教徒の連邦保安官                                                      |
| スワニー・キャップス                 | ケルシー・チャウ         | ニケライ・ファラナーゼ | ゼルメアの恋人で銀行強盗。ネイティブ・アメリカン                                                                            |
| マイケル・"サッチェル"・キャノン     | Rodney L. Jones III      |                        | ファッダ家の人質に送られるロイ・キャノンの息子。ラバイ・ミリガンに世話され、後にシーズン2で登場するマイク・ミリガンとなる。 |
| ジョー・ブーロ                       | Evan Mulrooney           |                        | ファッダ家を援助するニューヨークのマフィアの手下。シーズン2も登場する。                                                     |

### シーズン4のエピソード
1. ↑  シーズン2で登場
2. ↑  シーズン2で登場

## シーズン5

### シーズン5のあらすじ
2019年のミネソタ州とノースダコタ州を舞台にする。
ノースダコタ州スターク郡の保安官で農場主のロイ・ティルマンは、最初の妻リンダを虐待して殺した後、二番目の妻であったナディーンを虐待するも逃げられる。
10年後、ナディーンは名をドロシー(ドット)と変え、ミネソタ州スカンディアで自動車販売代理店店長のウェインと結婚し娘スコッティをもうけている。執着するロイは、呪いにより数百年生きる犯罪者のマンチを雇いドットを誘拐させるも、ドットは優れた戦闘能力で闘い、マンチに傷を負わせて相棒を殺し、ノースダコタ州警察のウィットを救ったのちに逃亡する。支払いを拒まれたマンチはロイに怒りを向ける。ロイはリンダとの息子ゲイターにドットの家を襲撃させるも失敗し、家は焼け落ちる。ドットの誘拐事件を調べるミネソタ州の保安官代理インディラに、ロイを捜査するFBIが接触する。ウェインの母で大手債権回収業者のロレインは、もともと気に入らなかったドットを精神病棟に強制入院させるもドットは逃亡する。ロレインはドットを探して来たロイを追い返し、仕返しに銀行買収を妨害される。報復にロイの保安官選挙を妨害させた弁護士は殺される。ドットはロイに捕まる。ロレインは雇ったインディラからドットがロイに虐待されたことを知らされて同情的になり、大統領を動かしてロイの農場に強制捜査を入れようとするも、ロイは反政府的な同志を募って籠城する。マンチはゲイターの目を潰した後、逃亡したドットを助ける。FBIと警察がロイの農場に入り、ロイはウィットを殺すも逮捕される。
1年後、ロイは服役し、ロレインは刑務所でロイが苦痛を味わうよう計らう。マンチはドットに与えられた傷の借りを返そうとするも、ドットの家族と食事を共にすることになる。

### シーズン5のキャスト

#### シーズン5の主要キャスト
| 役名                                       | 俳優                           | 日本語吹替 | 役柄                                       |
| ------------------------------------------ | ------------------------------ | ---------- | ------------------------------------------ |
| ドロシー("ドット")・ライオン（ナディーン） | ジュノー・テンプル             | 堀井千砂   | ミネソタ州スカンディアの平凡な主婦         |
| ウェイン・ライオン                         | デイヴィッド・リズダール       | 白石充     | ドットの夫で韓国車KIAの代理店店主          |
| スコッティ・ライオン                       | Sienna King                    | 宮古風佳   | ドットとウェインの娘                       |
| ロレイン・ライオン                         | ジェニファー・ジェイソン・リー | 駒塚由衣   | 大手の債権回収会社を経営する、ウェインの母 |
| インディラ・オルムステッド                 | リチャ･ムールジャニ            | 米田えん   | ミネソタ州スカンディアの保安官代理         |
| ロイ・ティルマン                           | ジョン・ハム                   | 相沢まさき | ノースダコタ州スターク郡の保安官で農場主   |
| ゲイター・ティルマン                       | ジョー・キーリー               | 布施川一寛 | ロイの息子で保安官代理                     |
| ウィット・ファー                           | ラモーネ・モリス               | 武田太一   | ノースダコタ州警察官                       |
| デニッシュ・グレイブス                     | デイヴ・フォーリー             | 広瀬彰勇   | ロレインの弁護士                           |
| オル・マンチ(ウーラ・ムーンク)             | サム・スプルウェル             | 烏丸祐一   | ロイに雇われる犯罪者                       |

#### シーズン5のその他のキャスト
- ウィンク・ライオン : Jan Bos - ロレインの夫
- ジェローム : Kudjo Fiakpui  - ロレインのボディガード
- ミック・シグペン : James Madge - ロレインの知己の検事総長
- ラーズ・オルムステッド : Lukas Gage - インディラの夫でプロゴルファーの卵
- カレン・ティルマン : Rebecca Liddiard - ロイの現在の妻
- オーディン・リトル : Michael Copeman - カレンの父で民兵のリーダー
- マイヤー捜査官 : Jessica Pohly - FBIファーゴ支局の捜査官
- ホアキン捜査官 : Nick Gomez - FBIファーゴ支局の捜査官
- ドナルド・アイルランド : デヴォン・ボスティック - オル・マンチの犯罪者仲間
- 銃砲店の店員: ブレンダン・フレッチャー - ドットが武器を買う銃砲店の店員
- リンダ・ティルマン : カリ・マチェット - ロイの最初の妻でDVシェルター「キャンプ・ユートピア」主催者

### シーズン5のエピソード
| 通算 話数 | シーズン 話数 | タイトル                                                  | 監督               | 脚本                                  | 放送日         | 製作 番号 | U.S.視聴者数 (百万人) |
| --- | ------------- | --------------------------------------------------------- | ------------------ | ------------------------------------- | -------------- | --------- | --------------------- |
| 42 | 1             | "庶民の悲劇" "The Tragedy of the Commons"                 | ノア・ホーリー     | ノア・ホーリー                        | 2023年11月21日 | XFO05001  | 0.57                  |
| 2019年、ミネソタ州スカンディアの普通の主婦ドットは、娘スコッティの学校のPTAの会合でもめ事が起きた混乱の中でうっかり警官にテーザー銃を使ってしまい、インディラ・オルムステッド保安官代理に逮捕される。指紋を採取され留置所に入れられるが、釈放される。そして夫ウェインの裕福な母ロレインの開くディナーに出席するが、ロレインから犯罪者と嫌味を言われる。翌日、ドットが居間で編み物をしていると、目出し頭巾をかぶったオル・マンチとドナルド・アイルランドが侵入してくる。ドットは必死に抵抗し相手にケガを負わせるが、結局誘拐されてしまう。学校にスコッティーを迎えに行き帰宅したウェインは、自宅の異変に気付き通報する。そして誘拐されたかもしれないとロレインに相談する。インディラは自宅で請求書の山と格闘し、プロゴルファーを目指す夫のラーズに身の丈に合った生活をするよう忠告するが、ラーズは次は自分が夢をかなえる番だと取り合わない。ドットたち3人が乗った盗難車はノースダコタ州に入って州警察のパトカーに止められる。マンチは一人の警官を射殺するが、負傷したもう一人の警官ウィット・ファーとドットは近くのガソリンスタンドに逃げ込む。ドットは店内に罠を仕掛けてアイルランドを殺しマンチを負傷させる。だがウィットのケガの手当てをしている間にマンチはいなくなる。ドットは名前も告げずにこっそりその場を去り、裸足のまま真夜中に帰宅する。そして心配する夫に、1人になりたくて出かけていた、と嘘をつく。 |               |                                                           |                    |                                       |                |           |                       |
| 43 | 2             | "一難去ってまた一難" "Trials and Tribulations"            | ノア・ホーリー     | ノア・ホーリー                        | 2023年11月21日 | XFO05002  | 0.31                  |
| ノースダコタ州スターク郡の保安官ロイ・ティルマンは、逃げた妻ドットの誘拐を依頼したマンチに会うが、聞いていた話と違うと報酬を吊り上げられる。息子で保安官代理のゲイターはマンチを殺そうとするが、負傷させられ逃げられる。インディラはドットを訪ね、昨日何があったのか訊ねるが、ライオン夫妻は何もなかったとごまかす。ロレインはドットが帰宅したことを知り、狂言誘拐を起こして自分から身代金を騙し取ろうとしたのではないかと疑う。FBIファーゴ支局の捜査官ホアキン・ジャクイーンとマイヤーがロイを訪ね、法を正しく執行しておらず違法行為を行っている可能性があるから調査したい、と言うが、ロイは自分が法律だと相手にしない。ドットがスコッティと帰宅すると、家の中にロレインが待ち構えており、昨日何があったのか訊ねられる。彼女は嫌なことがあって1人で暴れていただけだと答える。ドットのことが気に入らないロレインは、このままではウェインとドットには遺産を残さない、ウェインと離婚すれば2年間生活費を出してやると言う。ドットはロレインをくそ婆と罵って脅し、ウェインとは別れないと宣言する。ドットは自宅にたくさんの罠を仕掛け守りを固める。一方、ウェインのオフィスにはグレイブスが現れ、電話でロレインにドットと別れるよう諭される。インディラはドットの話に不審を抱いて入院中のウィットを訪ねるが、そこに現れたゲイターがインディラの電話からドットの写真を削除して人物特定を妨害する。帰宅したウェインは家中に仕掛けられた罠を見て驚く。そしてドットが狂言誘拐をしたのではないかとロレインが疑っていることを打ち明ける。ドットはPTA会合での騒動を大げさに話し、自己防衛を正当化してウェインを説得する。マンチは事件のあったガソリンスタンドに来たゲイターの部下を殺し、報酬を払えとメッセージを残す。 |               |                                                           |                    |                                       |                |           |                       |
| 44 | 3             | "罪を食らう人" "The Paradox of Intermediate Transactions" | Donald Murphy      | ノア・ホーリー                        | 2023年11月28日 | XFO05003  | 0.494                 |
| ガソリンスタンドに呼び出されたロイはゲイターに、部下の死を事故死に見せかけ、マンチの情報を集めるよう命令する。ロイが帰宅すると家には妻のカレンとその父オーディン、ロイの幼い双子の娘がいる。民兵のリーダーであるオーディンはロイにもっと武器が必要だと訴える。ドットは近所の道路標識をすり替えて敵を攪乱し、ハロウィーンの変装のためにゾンビ・キラーの衣装を準備し、防弾ベストと武器を買うが、銃は審査後に渡すことになると言われる。マンチは老婆が住む家に侵入し、ここに住むと宣言する。500年前のウェールズ、マンチに似た男が借金の代わりに”罪喰い（死にゆく者の罪を食べて浄化する）人”となる。ウィットは警察署でゲイターがアイルランドの証拠を盗むところを目撃するがしらを切られる。ネットでゲイターのことを調べているとメールが届いて、ガソリンスタンドで自分を助けた女がドットであると知る。インディラは上司と共にロレインを訪ねるが、家族の問題は自分たちで解決すると言われ追い返される。ロレインはセキュリティを雇って自宅とウェイン宅の警護をさせるようデニッシュに命じる。グレイブスは元CIAを雇ってドットの過去を調査させると言う。ハロウィーンの日、ロイはかつてナディーンと呼んでいたドットを今夜誘拐するようゲイターに命じる。ドットは自宅でロイからの電話を受け、襲撃を予感する。マンチはロイの農場の小屋で山羊の血を浴びる儀式を行ったのち、ロイの妻と双子の娘が眠る家に侵入する。ゲイターは仲間たちと変装してドットの家に近づく。 |               |                                                           |                    |                                       |                |           |                       |
| 45 | 4             | "矛盾" "Insolubilia"                                      | Donald Murphy      | ノア・ホーリー                        | 2023年12月5日  | XFO05004  | 0.424                 |
| ゲイターと仲間はドットの家に侵入するが、仕掛けられた罠とドットの反撃によって撃退される。だがウェインも罠で感電し、家が火事になってしまう。一方、ロイは自宅の子供部屋の壁に血で書かれたマンチのメッセージを見つける。警察署でガソリンスタンドの防犯カメラ映像を見ていたインディラとウィットは、火事の話を聞きつけてウェインの入院した病院に向かう。ロレインの債権回収会社がインディラの夫・ラーズの作った負債の返済を迫る。ロレインとグレイブスも病院に見舞いに来る。ウェインは感電したショックで記憶障害をおこし、ドットを見てナディーンと呼びかける。FBIのオフィスではホアキンとマイヤーが上司にロイの周囲で武器や情報屋が消えていることを報告するが、ロイに手を出さないよう上司に命令され憤る。そして指紋登録からロイの失踪した2番目の妻ナディーンがドットであることを知る。ロイは妻レノアに暴力をふるっていた男ジョシュアの家に行く。そして彼を挑発して銃を抜かせた上で射殺する。ロイはゲイターに、マンチの罪をジョシュアに擦り付けて捜査を終結させるよう命じる。 |               |                                                           |                    |                                       |                |           |                       |
| 46 | 5             | "トラ" "The Tiger"                                        | デイナ・ゴンザレス | ノア・ホーリー                        | 2023年12月12日 | XFO05005  | 0.451                 |
| ロレインの邸宅に滞在していたドットは、ロレインの策略で病院の精神科に強制入院させられるが、脱走する。ロレインは銀行家のヴィヴィアンに銀行を売るよう交渉する。ドットを探すロイはロレインを訪ねて、彼女は自分の妻だから返してほしいと言うが、失踪から7年経つと死亡扱いになるから彼女はもう息子の妻のドットだと言われ追い返される。グレイブスはロイに名刺を渡す。そこにインディラが現れ、ドットが病院から逃げたことを伝える。ロイは手下を病院に送ってウェインを誘拐させようとする。逃走中、病院の玄関でロイの手下を見かけたドットは、ウェインを助けようと彼の病室に戻る。車の中で待機させられているゲイターはFBIのホアキンらがやって来たのを見つけて慌てて仲間のところに駆けつける。そしてドットの機転でゲイターらはシーモアという別の男を攫って消える。ホアキンらに話を聞きたいと声をかけられたドットは、トイレの窓から逃げる。その頃、インディラはロレインの部屋で自分に多額の借金があることを指摘されていた。ドットはロレイン宅に滞在しているスコッティの元に行き、彼女を連れ去る。ラスベガスから来たハフメンの護衛チームがスコッティの捜索を命じられる。インディラが家に帰ると、そこにはドットとスコッティがいた。インディラはドットからしばらくスコッティを預かってほしいと頼まれる。インディラは本当のことを話せば預かると交換条件を出し、ドットはロイとの結婚生活のことを語る。そこにラーズが帰宅し、インディラは子どもを数日預かることになったと言う。 |               |                                                           |                    |                                       |                |           |                       |
| 47 | 6             | "甘い罠" "The Tender Trap"                                | デイナ・ゴンザレス | ノア・ホーリー & Bob DeLaurentis      | 2023年12月19日 | XFO05006  | 0.457                 |
| ロイはロレインに銀行を売らないようヴィヴィアンを脅迫する。インディラには債務返済の電話が何度もかかってくる。インディラはラーズに自分を支えてくれる本当の妻が欲しい、と言われ怒りが沸く。ロイの手下は間違って誘拐したシーモアを拷問する。ロイはライオン・モーターズのテレビCMを見て人違いに気づき、シーモアを殺す。そして間違った人間を連れて来たことでゲイターをなじる。病院に捜査に来たインディラは、突然姿を消したシーモアの病室にウェインの名札がかかっているのに気づく。そして看護師から同じ日にFBIが来て、ドットを探していると聞かされる。FBIの2人は病院を訪ね、いまだ頭のはっきりしないウェインに、ドットの正体がナディーンだと告げる。そして元夫が彼女を誘拐しようとしていると告げる。そこにインディラが現れる。選挙が1週間後に迫ったロイは改めてマンチを呼んで報酬を支払い、ドットを探して殺すよう依頼する。ゲイターはマンチの車に追跡装置をつける。FBIの2人はインディラにドットのファイルを渡し、ドットがロイの妻ナディーンだと教え、ロイがオーディンの自警団に税金で買った武器を横流ししていると告げる。インディラは今すぐロイの農場を調べるべきだと言うが、ホアキンらは難色を示す。スコッティの子守を頼まれたラーズは、夕食も用意せず彼女を1人置いて出かけてしまう。グレイブスはヴィヴィアンが電話に出ないことをロレインに話す。そしてロイからの脅迫状を見せる。そこにウェインがやって来て、ロレインに家に帰りたいと頼む。ロレインは自分の家にウェインを送らせる。そしてロイを潰そうと画策する。家に帰ったインディラは、夫のラーズがスコッティの世話を見ていないことを知って怒り、スコッティをロレインの家に連れて行く。そしてドットがロイに虐待されて逃げていたことをロレインに話す。ロレインはインディラの物言いを評価して自社の警備チームのボスの仕事を提供し、債務整理の面倒も見ると提案する。インディラは一度は断るが、考えると返事する。銀行を買収できないと知ったロレインはグレイブスにヴィヴィアンを探させ、電話で証券取引委員会委員長に銀行の不祥事を連絡し彼を破滅させたと冷酷に告げる。そしてインディラから渡されたドットに関するファイルを見て、彼女がロイから受けて来た仕打ちを知る。 |               |                                                           |                    |                                       |                |           |                       |
| 48 | 7             | "リンダ" "Linda"                                          | Sylvain White      | ノア・ホーリー & April Shih           | 2023年12月26日 | XFO05007  | 0.576                 |
| マンチが住んでいる家に老婆のろくでなしの息子が帰って来る。彼はマンチが住んでいることを知り、マンチから下宿代をせしめて出ていく。ドットは夜通し車を走らせ、居眠り運転で事故を起こしそうになり道沿いのダイナーに入る。ダイナーを出たドットは、道端に埋めていたロイの最初の妻リンダからの絵葉書を掘り出し、差出された夫に虐待された女性たちのDVシェルターであるキャンプ・ユートピアに行く。そこでは夫に虐待されている妻の人形劇が演じられていた。それを見たドットは気を失って倒れる。目を覚ましたドットはリンダを探していると言うが、ここにいる女性はみんなリンダだと言われる。やっとリンダ・ティルマンに会うが、自分をロイにあてがって1人だけ逃げたことを責める。そしてロイの犯罪を暴くため警察への同行を求めるが、ドット自身が人形劇で証言をし、女性たちの審理を受けなければならないと言われる。ゲイターはマンチの車を追跡し、部屋にいるマンチを窓越しに狙撃するが、それはあらかじめマンチが殺していた老婆の息子だった。ゲイターは車の中にロイが支払った金を発見して盗もうとするが、見とがめた老婆と争いになり殺して逃げる。それを見てマンチは怒り狂う。ドットは主張を証言するために木を削って人形を作り、人形劇で過去を振り返る。そして15才でリンダに拾われ、ロイのもとに残されて2番目の妻となり、リンダの代わりに虐待を受けたことを人形劇で演じる。人形劇が終わったあと、リンダはドットと一緒にキャンプ・ユートピアを出る。そこでドットは目を覚まし、自分がダイナーにいて、キャンプ・ユートピアでの出来事はすべてドットの夢だとわかる。そしてダイナーを出ると交通事故に巻き込まれて、病院で目覚める。だがそこに現れた夫は、ウェインではなくロイだった。 |               |                                                           |                    |                                       |                |           |                       |
| 49 | 8             | "ロイ・ティルマン" "Blanket"                              | Sylvain White      | ノア・ホーリー & トーマス・ベズーチャ | 2024年1月2日   | XFO05008  | 0.461                 |
| グレイブスはノースダコタ州法務サービスで3人の債務者の名前を同じ名前に変更する書類を提出する。ウィットは病院でロイがドットを退院させようとしているところに居合わせて助けようとするが、ゲイターらに囲まれて仕方なく諦める。ウィットはすぐにインディラに電話してドットを助けられなかったことを話す。ロイはドットを農場の小屋に鎖で繋いで監禁する。インディラは着替えに帰って家で夫の不倫現場を目撃し、自分が戻るまでに家を出ていくように言う。ロイは保安官選挙の討論会に出るが、グレイブスの差し金で名前をロイ・ティルマンに変えた3人が候補者として出席しており、司会者からも手厳しい質問をされ、激怒して退席する。ドットは逃げようと鎖をはずすが、そこにゲイターがやって来てドットがFBIに密告したと責められる。ドットはそれを否定し、ゲイターの母リンダに会ったと言う。そしてゲイターをリンダのところへ連れていくと言うが、ゲイターはドットを嘘つき呼ばわりして車で出ていってしまう。ウィットはドットを救出しようと農場に現れるが、ゲイターらに追い払われる。車を走らせているとガソリンスタンドでグレイブスを見かけ、ドットがロイに捕まっていることを話して去る。ゲイターの車の後部座席には密かにマンチが隠れている。討論会で大恥をかかされたロイは自宅に帰るが、カレンにドットが戻ったせいで悪いことが起こっていると吹き込こまれ、ドットに暴行を働く。ドットは必ずここから出ると宣言するが、ロイにリンダの隣に埋めてやると言われ、リンダが殺されたことを知る。インディラはロレインを訪ね、ドットがロイに監禁されていることを伝え、仕事のオファーを受けると返事する。グレイブスはロイを訪ね、選挙妨害を止めることと引き換えにドットを解放するよう求めるが、ロイに射殺される。ドットはグレイブスの死体が井戸に投げ込まれるのを小屋の窓から見る。 |               |                                                           |                    |                                       |                |           |                       |
| 50 | 9             | "使えない手" "The Useless Hand"                           | Thomas Bezucha     | ノア・ホーリー                        | 2024年1月9日   | XFO05009  | 0.517                 |
| マンチはゲイターを捕らえ、老婆を殺した罰として暖炉の火箸で両目を潰す。ドットは何とか逃げようと策を弄する。ロイは農場に立てこもることを決める。手下が小屋に入るとドットの姿は消えていた。ドットは床下でやり過ごし、手錠のカギをはずす。ロレインの警備主任になったインディラはグレイブスの電話の電源がロイの農場で切られたとを伝える。ロレインは大統領を動かして州警察とFBI、軍隊が強制捜査に向かう。インディラはウィットに電話し、加勢に行くよう頼む。ロイは生配信で、自分の命が狙われていると愛国者に対して呼びかける。それを見た民兵たちが武装して農場に集結する。小屋を脱け出したドットはロイの家に忍び込み、寝室で携帯電話を見つけてウェインに電話するが、カレンが銃を持って現れる。ドットはカレンを倒して銃と電話を奪う。そして台所のガスコンロに細工して家を出る。だが細工はロイに見破られ、脱走したことを知られてしまう。ロイはドットを探し、ゲイターの部屋でマンチから奪った大金を見つける。ドットは奪った電話でインディラに電話し、ロレインと話す。グレイブスが殺されたことを聞かされたロレインは、強制捜査が入るから隠れているようにドットに言う。そしてめそめそ泣きごとを言わず戦え、と力づける。インディラは居場所を追跡したいから電話を手放すなと忠告する。農場に着いたウィットは、ドットを救出するための許可を得る。FBI特別捜査官のドカティが強制捜査に来たことを告げ、グレイブスとドットを引き渡すよう要求するが、ロイは拒否する。双方はにらみ合ったまま膠着状態になる。ロイはドットが誰も探さない場所に隠れているはずだと言い、手下に井戸を見に行くよう命令する。ロイはドットを監禁していた小屋を見に行き、小屋から出るとゲイターを連れたマンチが現れる。マンチはゲイターをロイに渡し、霧の中に消える。ロイはこれまでのポイントもすべて消えたと言い放ち、目の見えないゲイターを置き去りにして立ち去る。ドットはグレイブスの死体が投げ込まれた井戸に隠れるが、ロイの手下に見つかってしまう。だがその時、マンチが現れて手下を殺し、ドットを助け出して立ち去る。 |               |                                                           |                    |                                       |                |           |                       |
| 51 | 10            | "罪" "Bisquik"                                            | Thomas Bezucha     | ノア・ホーリー                        | 2024年1月16日  | XFO05010  | 0.601                 |
| 置き去りにされたゲイターはトンネルを通って農場の外に逃れ、FBIに助けを求める。ウィットとFBIは農場に侵入する。ロイはオーディンに罵られて首を切り裂いて殺す。それをカレンに目撃され彼女を追うが、ドットが現れてロイの腹を撃つ。とどめをさそうとした瞬間、ウィットらが突入し、ロイは走って逃げる。FBIと民兵の銃撃戦が始まり、ロイはトンネルを通って逃げる。ウィットがロイを追いかけるが、トンネルの中でロイに刺し殺される。ドットは保護され、民兵たちは逮捕される。ロイはトンネルを出たところで、ゲイターの情報で待ち構えていたFBIに逮捕される。ドットは両目を潰されたゲイターを見て彼を抱きしめ、クッキーを焼いて刑務所に会いにいくと約束する。そしてマイヤーにお礼が言いたいからウィットを探してほしいと言うが、彼が亡くなったことを知らされ涙する。ドットはロレインの家に帰り、家族と再会する。ロレインはドットがロイの腹を撃ったことを褒める。 1年後、ドットとスコッティ、インディラがウィットの墓参りをしている。インディラはドットも出演しているライオン・モータースのCMを見たと言い、事業が順調なことを喜ぶ。イリノイ州トムソンの連邦刑務所にロレインがインディラを伴ってロイに面会に来る。そして、借金に苦しむ囚人たちを救うための基金を作ったことを話す。その基金で救うのはロイと同じ刑務所の囚人で、毎月小遣いも振り込んでいる、あなたの妻たちが受けた仕打ちをあなたにも末永く味合わせてあげる、と言い捨てて帰っていく。ドットとスコッティが家に帰るとマンチ（ムーンク）がウェインと居間で待っていた。ムーンクは、ドットがロイとフェアに戦えるように助けたのであり、ドットが自分を負傷させた借りは返されなければならないと言う。だがドットは、借りを返せない時もある、その時は許さなければならない、とムーンクを諭す。ウェインは夕飯の時間だからビスケットを作らないといけないと言い、ドットはムーンクに手を洗ってビスケット作りを手伝ってほしいと言う。ムーンクを恐れず普通に接するライオン一家に、ムーンクは調子を崩す。ムーンクはドット一家と夕食を共にし、数百年前に罪を喰べて以来、年をとらず眠りもせずに生きて来たと告白する。（第3話）ドットは、愛情と喜びが詰まった物を食べることで許される、と言いムーンクにビスケットを手渡す。ウェインとスコッティは微笑んでムーンクを見守っている。意を決してビスケットを食べたムーンクは、喜びから笑顔を見せる。 |               |                                                           |                    |                                       |                |           |                       |

## 製作
本作が制作される以前の1997年にも、マージを主役としたテレビドラマシリーズを放送する計画があったが、パイロット版が製作されたのみで実現には至らなかった。そのパイロット版では、イーディ・ファルコがマージを演じていた。
本ドラマシリーズは映画『ファーゴ』と同じ架空世界に設定され、映画を製作したコーエン兄弟を製作総指揮として製作された。映画の中で埋められた現金の入ったブリーフケースを掘り出すシーンがドラマに登場し、その他にもいくつかの参照点がある。
タイトルはパラドックスや禅宗の公案、小説の中のモチーフ、カードゲームの戦法などから取られている。

## 賞
シーズン1は2014年の第66回プライムタイム・エミー賞 (en) で作品賞ミニシリーズ部門、監督賞ミニシリーズ・テレビ映画・ドラマスペシャル部門（Colin Bucksey、"ヒュリダンのロバ"）、キャスティング賞ミニシリーズ・テレビ映画・ドラマスペシャル部門の3部門を受賞し、同じく2014年の第72回ゴールデングローブ賞ではテレビドラマ作品賞ミニシリーズ・テレビ映画部門、男優賞ミニシリーズ部門（ビリー・ボブ・ソーントン）を受賞した。
シーズン2は6th Critics' Choice Television Awards (en) の映画/ミニシリーズ部門作品賞を受賞し、キルスティン・ダンスト、ジェシー・プレモンス、ジーン・スマートはそれぞれ同賞の映画/ミニシリーズ部門の主演女優賞、助演男優賞、助演女優賞を受賞した。また、2015年・2016年と連続で、Producers Guild Award (en) のOutstanding Producer of Long-Form Television を受賞した。2016年の第68回プライムタイム・エミー賞では撮影賞ミニシリーズ・テレビ映画部門、音響編集賞ミニシリーズ・テレビ映画・スペシャル番組部門を受賞している。
シーズン3は第69回プライムタイム・エミー賞で作曲賞ミニシリーズ・テレビ映画・スペシャル番組部門を受賞し、第75回ゴールデングローブ賞テレビドラマ部門男優賞（ミニシリーズ・テレビ映画部門）を受賞した。